# Kame of Isbister

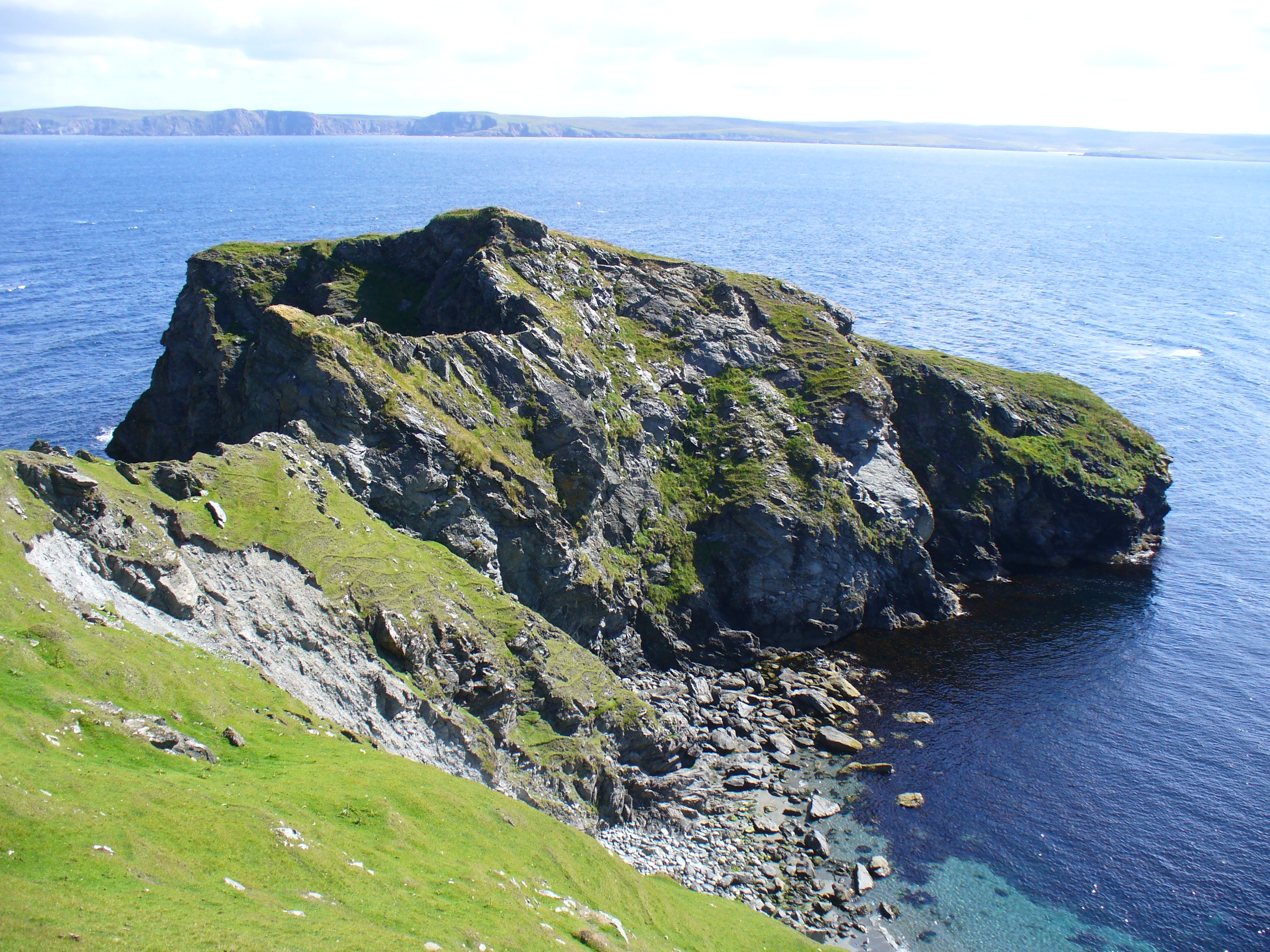
Der Kame of Isbister, im Hintergrund Yell

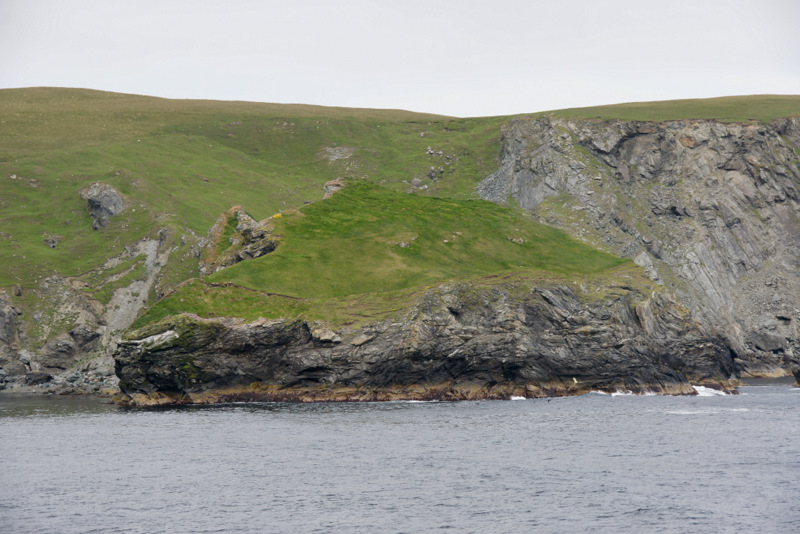
Seeseitige Ansicht

Der Kame of Isbister ist eine unbewohnte Halbinsel im Norden von Mainland, der Hauptinsel der zu Schottland zählenden Shetlands. Ihre Fläche beträgt etwa 95 auf 55 Meter, der höchste Punkt liegt bei rund 38 Metern. Auf der landwärtigen Seite liegen die Ortschaft Isbister, gut ein Kilometer im Südwesten, sowie der 128 Meter hohe Lanchestoo im Westen, seewärts im Osten der Yell Sound. Der Untergrund besteht aus Glimmerschiefer und weist einen Tonboden auf. Der Kame of Isbister liegt im Gebiet der Gemeinde (Community Council Area) Northmavine.
Der Zugang ist durch Klippen geprägt, ein entlang des verbindenden Grates verlaufender Pfad fiel 1930 der Küstenerosion zum Opfer. Auf der dem Meer zugewandten Seite findet sich ein schräg abfallender Bereich, der im oberen Teil mit Gras bestanden ist. Hier liegen die überwachsenen Grundmauern einer Siedlung, deren ursprünglicher Name nicht bekannt ist. Sie stehen als Scheduled Monument unter Denkmalschutz.
Im Sommer 1876 suchte der Theologiestudent George Cockburn auf Bitten von George Gordon, einem korrespondierenden Mitglied der Society of Antiquaries of Scotland, die Anlage auf. Er zählte 23 Gebäude und stellte Ähnlichkeiten im Grundriss zu denen von Fischersiedlungen wie etwa im nahegelegenen Fedeland fest. Eine von ihm vorgenommene kleinere Grabung erbrachte Aschereste, Steine mit Brandspuren sowie ein Stück Metall, möglicherweise ein Nagel. Gordon vermutete, dass es sich um eine Anlage aus der Zeit der Pikten handelt.
2003 wurde eine erneute Grabung in der Siedlung durchgeführt. Zu diesem Zeitpunkt waren noch 19 Gebäude vorhanden, die übrigen waren vermutlich infolge der fortschreitenden Erosion ins Meer gestürzt. Das untersuchte Material erbrachte über eine Radiokarbondatierung eine zeitliche Stellung etwa in das Jahr 860, was auf den Shetlands die späte Pikten- und zugleich die Nordmannenzeit bedeutet. Die damals schon vorhandene schwierige Zugänglichkeit sowie das Fehlen geeigneter Anlegestellen für Boote schließen Wikinger als Bewohner ebenso aus wie Fischer. Da für das 7. und 8. Jahrhundert die Anwesenheit irischer Mönche auf den Shetlands nachgewiesen ist, wird die Anlage nach dem Stand der Forschung als klösterliche Gemeinschaft von Vertretern der iroschottischen Kirche angesehen. Dies gilt insbesondere, weil diese für ihre Klöster abgeschiedene Orte wählten, die sie, falls nicht wie hier durch die natürlichen Gegebenheiten schon vorhanden, durch ein Vallum monasterii explizit von der Außenwelt abschirmten.
Die Anlage ist als Scheduled Monument geschützt.